# Krzysztof Lewalski
Krzysztof Lewalski (ur. 1965 w Malborku) – polski historyk, profesor nauk humanistycznych. Wykładowca Uniwersytetu Gdańskiego.

## Życiorys
Absolwent historii Katolickiego Uniwersytetu Lubelskiego (1990). W 1999 r. obronił pracę doktorską na Uniwersytecie Gdańskim, a w 2008 r. uzyskał habilitację. W 2009 r. został profesorem nadzwyczajnym. W latach 2012–2016 pełnił funkcję prodziekana ds. nauki Wydziału Historycznego UG; w latach 2017–2022 kierownik Zakładu Historii Polski i Powszechnej XIX wieku w Instytucie Historii UG, a od 2022 kierownik Zakładu Historii XIX wieku w Instytucie Historii UG. Członek Polskiego Towarzystwa Historycznego. Były pracownik Muzeum Zamkowego w Malborku. W styczniu 2023 r. uzyskał tytuł profesora.
Specjalizuje się w historii Polski XIX i XX w. Swoje badania koncentruje wokół kwestii wyznaniowych na ziemiach polskich w XIX i XX w., a wśród nich szczególnie stosunek Kościołów chrześcijańskich do kwestii żydowskiej; relacje państwo-Kościół; dzieje Kościoła rzymskokatolickiego w Królestwie Polskim i w Rosji; problematyka życia codziennego duchowieństwa na przełomie XIX i XX w.; sekularyzacja we współczesnym chrześcijaństwie.
Stypendysta Fundacji na Rzecz Nauki Polskiej oraz Fundacji Lanckorońskich. Prowadził m.in. kwerendy w Petersburgu, Moskwie i w Rzymie. Kierownik projektów realizowanych w ramach Narodowego Centrum Nauki oraz Narodowego Programu Rozwoju Humanistyki.

## Najważniejsze publikacje
- Kościoły chrześcijańskie w Królestwie Polskim wobec Żydów w latach 1855-1915, Wydawnictwo Uniwersytetu Wrocławskiego, Wrocław 2002[8]
  - Wydanie drugie: Wydawnictwo Naukowe Uniwersytetu Mikołaja Kopernika, Toruń 2013
  - Wydanie w języku angielskim: The Attitude of Christian Churches in the Kingdom of Poland toward Jews in 1855-1915, tłum. J. Burzyński, M. Golubiewski, Wydawnictwo Peter Lang, Berlin 2020[9]
- Kościół rzymskokatolicki a władze carskie w Królestwie Polskim na przełomie XIX i XX wieku, Gdańsk 2008
- Ks. Ignacy Charszewski, 1000 mil w przelocie przez Europę. Zdjęcia migawkowe, oprac., wstęp i przypisy K. Lewalski, Gdańsk 2011
- Ks. Władysław Muszalski, Dziennik (1905-1912), wstęp, oprac. i przypisy K. Lewalski, Gdańsk 2015
- Odsłony codzienności. Rzymskokatolickie duchowieństwo parafialne na prowincji Królestwa Polskiego na przełomie XIX i XX wieku. Wybrane zagadnienia, Wydawnictwo UG, Gdańsk 2019
- Kościoły, wyznania, wspólnoty i związki religijne w Królestwie Polski (1815-1914), Gdańsk 2022, współautor Tadeusz Stegner